# Prionops
Genre
Prionops est un genre de passereaux de la famille des Vangidae. Il comprend huit espèces de bagadais.

## Répartition
Ce genre se trouve à l'état naturel en Afrique subsaharienne,,,,,,,.

## Liste alphabétique des espèces
Selon la classification de référence du Congrès ornithologique international (version 8.2, 2018) :
- Prionops plumatus (Shaw, 1809) — Bagadais casqué
  - Prionops plumatus plumatus (Shaw, 1809)
  - Prionops plumatus concinnatus Sundevall, 1850
  - Prionops plumatus cristatus Rüppell, 1836
  - Prionops plumatus vinaceigularis Richmond, 1897
  - Prionops plumatus poliocephalus (Stanley, 1814)
  - Prionops plumatus talacoma Smith, A, 1836
- Prionops poliolophus Fischer, GA & Reichenow, 1884 — Bagadais à huppe grise
- Prionops alberti Schouteden, 1933 — Bagadais d'Albert, Bagadais du Roi Albert
- Prionops caniceps (Bonaparte, 1850) — Bagadais à bec rouge
  - Prionops caniceps caniceps (Bonaparte, 1850)
  - Prionops caniceps  harterti (Neumann, 1908)
- Prionops rufiventris (Bonaparte, 1853) — Bagadais à ventre roux, Bagadais du Gabon
  - Prionops rufiventris rufiventris (Bonaparte, 1853)
  - Prionops rufiventris mentalis (Sharpe, 1884)
- Prionops retzii Wahlberg, 1856 — Bagadais de Retz
  - Prionops retzii graculinus Cabanis, 1868
  - Prionops retzii tricolor Gray, GR, 1864
  - Prionops retzii nigricans (Neumann, 1899)
  - Prionops retzii retzii Wahlberg, 1856
- Prionops gabela Rand, 1957 — Bagadais de Gabela
- Prionops scopifrons (Peters, W, 1854) — Bagadais à front roux
  - Prionops scopifrons kirki (Sclater, WL, 1924)
  - Prionops scopifrons keniensis (van Someren, 1923)
  - Prionops scopifrons scopifrons (Peters, W, 1854)